# Topola (Kamieniec Ząbkowicki)

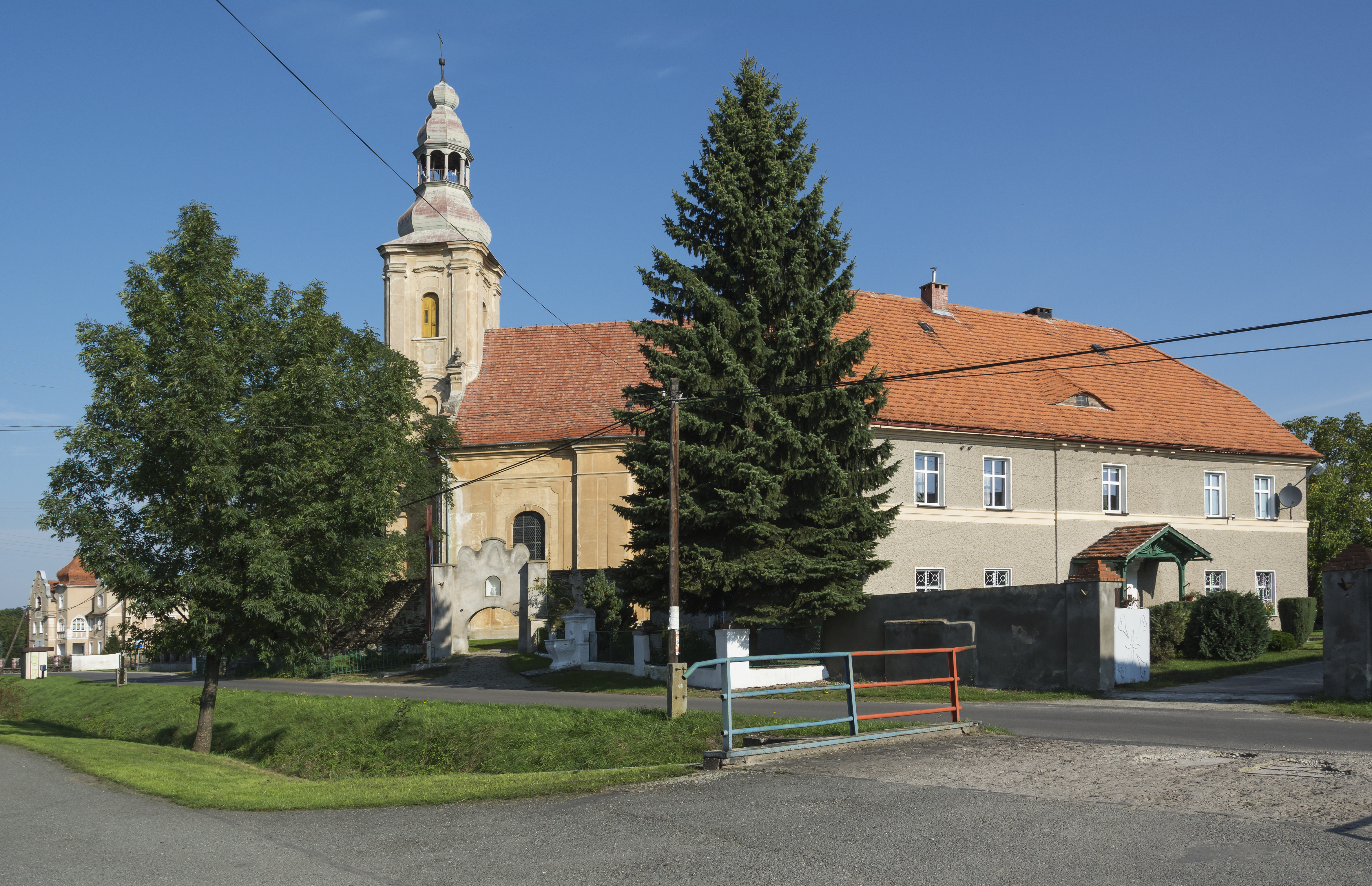
Pfarrkirche St. Maria und St. Bartholomäus in Topola

Topola (deutsch Reichenau) ist ein Ort in der Stadt- und Landgemeinde Kamieniec Ząbkowicki im Powiat Ząbkowicki der Woiwodschaft Niederschlesien in Polen.

## Geographie
Topola liegt in Mittelschlesien unweit des Reichensteiner Gebirges im Westen, direkt an der Glatzer Neiße. Das Dorf hatte laut der Volks- und Wohnungszählung 2021 212 Einwohner, davon sind 49,5 % Frauen und 50,5 % Männer.

## Ortsbezeichnungen
Der Ort war slawischen Ursprungs, hatte aber einen deutschen Namen. Trotz der slawischen Endung „ow“, die erst später in „aw“ übergegangen ist, enthält der Name offenbar das deutsche Wort „reich“, mittelhochdeutsch rich. In den Urkunden finden sich folgende Schreibweisen.
- Rychnowe (1293, 1294)
- Rychenov (1331, 1340)
- Rychenow, Richenov, Rycheno (1344)
- Reichenow (1353)
- Richenov (1302, 1359, 1360)
- Rychenow (1317, 1361, 1364)
- Reichenav (1393)
- Rychonow (1418)
- Reychenaw (1422)
- Reichau (bis Mitte des 18. Jahrhunderts)

## Geschichte
Im Jahr 1293 wurde das Dorf erstmals erwähnt. In den Jahren 1294 bis 1394 ist es mehrmals im Zusammenhang mit unterschiedlichen Dorfvorstehern verzeichnet und hatte später den Status eines Erbdorfes.
1316 erwarb der Breslauer Bischof Heinrich von Würben einen Teil des Ortes vom Ritter Johann von Letcz und dessen Stiefsohn Stephan. Johann von Letcz hatte das Dorf mit Gerichtsbarkeit und allen Ansprüchen aus der Mühle hergegeben, um sich sein Seelenheil zu erkaufen. Der Schweidnitzer Herzog Bernhard bestätigte diesen Vertrag und die Übergabe an das Kloster Kamenz unter der Leitung des Abtes Nicolaus I. Mit der Ortschaft wurden auch die alleinigen Jagd- und Fischereirechte in der Glatzer Neiße und ihren Nebenflüssen erworben. Ausdrücklich wurde es allen Adligen untersagt, auf diesen Besitzungen zu jagen, und es war verboten, das Wasser umzuleiten oder etwas ohne Genehmigung des Abtes dort zu verändern. 1317 übergab die Witwe Ursula Appezon ihre in Reichenau liegenden Güter ebenfalls dem Kloster und verzichtete auf das ihr dort zustehende Leibgedinge, was wiederum durch Herzog Bernhard II. bestätigt wurde.
Im Jahr 1341 wurde das Dorf bei einer großen Überschwemmung zerstört. Ab 1353 gehörte die gesamte Ortschaft zum Kloster Kamenz. Peter Czocemantel, ein ortsansässiger Bauer, erwarb in Baitzen ein Grundstück, um dort eine Mühle zu betreiben, später tauschte er die Mühle gegen Fischereirechte in Topola ein. 1645 wurde der Ort im Verlauf des Dreißigjährigen Krieges aufgegeben. In dem Zeitraum von 1750 bis 1810 wurde hier überwiegend Landwirtschaft betrieben, es lebten aber auch Handwerker dort. Mit einem Edikt des Königs Friedrich Wilhelm III. vom 30. Oktober 1810 wurden die schlesischen Zisterzienserklöster aufgelöst, so dass der Ort nicht mehr zum Besitz des Klosters Kamenz gehörte.
1811 ging Reichenau mit einigen ehemaligen Klostergütern in den Besitz der niederländischen Prinzessin Friderika Louisa Wilhelmina aus der Familie der Hohenzollern und war von 1838 bis 1850 im Besitz ihrer Tochter, Prinzessin Marianna von Preußen. In der ersten Hälfte Im 19. Jahrhundert nahm die Anzahl der Häuser und der Einwohner zu. Im Jahr 1872 wurde Reichenau eine unabhängige Landgemeinde mit Sitz des Verwaltungs- und Polizeibezirks und das Standesamtes. Die Bevölkerungszahl nahm jedoch am Ende des 19. und zu Beginn des 20. Jahrhunderts stark ab und die dörflichen Güter der Bauern wurden überwiegend zur Viehzucht verwendet. Um 1937 wurde in einer nahegelegenen Grube Kies abgebaut.

## Sehenswürdigkeiten
- Die katholische Pfarrkirche St. Maria und St. Bartholomäus wurde am 16. November 1755 geweiht.

## Persönlichkeiten
- Friedrich Bernhard Werner (1690–1776), Ansichtenzeichner und -stecher, geboren in Reichenau.